# Phthiria gracilis
Phthiria gracilis är en tvåvingeart som beskrevs av Walker 1852. Phthiria gracilis ingår i släktet Phthiria och familjen svävflugor. Inga underarter finns listade i Catalogue of Life.